# Billbergia elegans
Espèce
Classification phylogénétique
Billbergia elegans est une espèce de plantes à fleurs de la famille des Bromeliaceae, endémique du Brésil.
Selon Plants of the World Online, le nom est un synonyme de Billgergia speciosa.

## Distribution
L'espèce est endémique du Brésil et se rencontre dans les États du Minas Gerais et d'Espírito Santo.

## Description
L'espèce est épiphyte ou saxicole.